# Capitão Paulo Teixeira
Capitão Paulo Teixeira é um político brasileiro, filiado ao Republicanos. Em 2018, foi eleito primeiro suplente de deputado estadual do Rio de Janeiro, para a 12.ª legislatura.
Asssumiu o mandato de deputado estadual com o licenciamento de Tia Ju, que se tornou secretária.